# Wojciech Jasiński (samorządowiec)
Wojciech Jan Jasiński (ur. 20 kwietnia 1967 w Żyrardowie) – polski samorządowiec, menedżer i przedsiębiorca, od 2014 do 2018 prezydent Żyrardowa.

## Życiorys
Posiada wykształcenie wyższe inżynierskie. Pracował jako menedżer w prywatnej firmie, prowadził też własne przedsiębiorstwo oraz zarządzał klubem sportowym. W latach 2003–2005 był członkiem Rady Nadzorczej Przedsiębiorstwa Energetyki Cieplnej Żyrardów sp. z o.o., a od 2007 do 2011 wiceprezesem Zarządu Przedsiębiorstwa Gospodarki Mieszkaniowej Żyrardów sp. z o.o. Pracował też w powiatowym zarządzie dróg i jako prezes klubu sportowego. Od 2006 roku działa w lokalnym samorządzie: przez dwie kadencje sprawował mandat radnego powiatu żyrardowskiego (wybierany z list Prawa i Sprawiedliwości), zaś w latach 2010–2014 przewodniczył Radzie Powiatu Żyrardowskiego. Kierował stowarzyszeniem Przymierze dla Żyrardowa. Po opuszczeniu PiS został bezpartyjny.
W 2014 roku wystartował w wyborach na prezydenta Żyrardowa z ramienia KWW Nowe Przymierze Samorządowe, powiązanego m.in. z Dariuszem Kaczanowskim. W pierwszej turze zdobył 36,93% głosów. W drugiej turze pokonał Beatę Małgorzatę Rusinowską, startującą z ramienia Platformy Obywatelskiej, zdobywając 73,96% głosów. 13 lipca 2018 zatrzymany przez funkcjonariuszy Centralnego Biura Antykorupcyjnego w związku z podejrzeniem ustawienia przetargu. Od tego czasu miastem faktycznie zarządzał wiceprezydent Lucjan Chrzanowski. W wyborach w 2018 nie ubiegał się o reelekcję, a jego następcą został Chrzanowski.